# Маргзори Сир
Маргзори Сир (тадж. Марғзори Сир) — село (тадж. деҳа) в Нурабадском районе Республики Таджикистан. Административно относится к сельской общине Хумдон.
Расстояние от села до центра района (пгт Дарбанд) — менее 1 км, до центра общины (село Хумдон) — 1 км.
Население — 181 человек (2017 г.), таджики.